# Sembo Almayew
Sembo Almayew (24 gennaio 2005) è una siepista etiope, vincitrice della medaglia di argento ai mondiali under 20 di Cali nei 3000 m siepi.

## Progressione

### 3000 metri siepi
| Stagione | Misura  | Luogo       | Data       | Rank. Mond. |
| -------- | ------- | ----------- | ---------- | ----------- |
| 2023     | 9'00"71 | Firenze     | 2-6-2023   |             |
| 2022     | 9'09"19 | Parigi      | 18-6-2022  |             |
| 2021     | 10'01"3 | Addis Abeba | 22-12-2021 |             |

## Palmarès
| Anno | Manifestazione     | Sede     | Evento       | Risultato | Prestazione | Note                                     |
| ---- | ------------------ | -------- | ------------ | --------- | ----------- | ---------------------------------------- |
| 2022 | Mondiali           | Eugene   | 3000 m siepi | Batteria  | 9'21"10     | [ 1 ]                                    |
| 2022 | Mondiali U20       | Cali     | 3000 m siepi | Argento   | 9'30"41     | [ 2 ]                                    |
| 2023 | Mondiali           | Budapest | 3000 m siepi | 13ª       | 9'18"25     | [ 3 ]                                    |
| 2024 | Giochi panafricani | Accra    | 3000 m siepi | 4ª        | 9'30"19     |                                          |
| 2024 | Giochi olimpici    | Parigi   | 3000 m siepi | 5ª        | 9'00"83     | Miglior prestazione personale stagionale |
| 2024 | Mondiali U20       | Lima     | 3000 m siepi | Oro       | 9'12"71     | Record dei campionati                    |

## Campionati nazionali
2022
- 5ª ai campionati etiopi (Hawassa), 3000 m siepi - 9'49"0

## Altre competizioni internazionali
2022
- Argento al Meeting de Paris, ( Parigi), 3000 metri siepi - 9'09"19
- 6ª al Memorial Van Damme, ( Bruxelles), 3000 metri siepi - 9'14"31
- 6ª al Weltklasse Zürich, ( Zurigo), 3000 metri siepi - 9'14 "10

2023
- Argento al Doha Diamond League, ( Doha), 3000 metri siepi - 9'05"83
- Oro al Golden Gala Pietro Mennea, ( Firenze), 3000 metri siepi - 9'00"71
- Argento all'Athletissima, ( Losanna), 3000 metri siepi - 9'06"82
- 7ª al Prefontaine Classic ( Eugene), 3000 m siepi - 9'13"08

2024
- 4ª al Prefontaine Classic ( Eugene), 3000 m siepi - 9'07"26
- 4ª alla Shanghai Diamond League ( Suzhou), 3000 m siepi - 9'19"14

2025
- Bronzo al Doha Diamond League ( Doha), 3000 m siepi - 9'09"27
- Bronzo al Meeting de Paris ( Parigi), 3000 m siepi - 9'01"22
- Argento all'Athletissima ( Losanna), 3000 m siepi - 9'20"39

## Riconoscimenti
- Atleta mondiale emergente dell'anno (2024)